# Беташар
Беташар в Южном Казахстане
Беташа́р (каз. беташар, кирг. бетачар, узб. betochar — букв. «раскрытие лица») — обряд знакомства невесты с роднёй мужа, один из свадебных обрядов у казахов и узбеков.
В древности лицо невесты, прибывшей в дом к свёкру, не показывали ни ему, ни свекрови. В течение трёх дней она ночевала без мужа в компании других девиц, а утром четвёртого дня её лицо закрывали большим покрывалом-шалью и выводили к приглашённым на свадьбу в торжественной свадебной одежде. В ходе обряда невесту за руки ведут снохи и молодые женщины с хорошей репутацией. Один из концов покрывала прикрепляется к домбре или к трости и певец-импровизатор (жыршы) начинает исполнять «беташар жыры», попутно знакомя невесту с родителями и роднёй мужа. Невеста приветствует каждого из них поклоном, а они в свою очередь объявляют подарок, который они вручат молодожёнам. После беташара начинается обряд распития чая (шай ішу), в ходе которого родители мужа и прочие гости впервые пьют чай с рук невесты.
Из-за того, что родители мужа успевают познакомиться с невестой до обряда, в современном Казахстане церемония беташар потеряла своё былое значение.
В 2024 году казахский обряд беташар включили в список шедевров устного и нематериального культурного наследия человечества ЮНЕСКО.